# Julien Joubert
Julien Joubert est un compositeur français, né à Orléans (Loiret) le 15 octobre 1973. Il est directeur musical de l'association La Musique de Léonie et professeur au conservatoire d’Orléans.

## Biographie
Julien Joubert est né dans une famille de musiciens : son père, Claude-Henry Joubert, est altiste et compositeur ; sa mère, Françoise Joubert, est pianiste. Chacun d'eux est actif dans le domaine de la pédagogie musicale.
Violoncelliste, pianiste, chanteur, Julien Joubert s'oriente assez tôt vers la composition. Sa première comédie musicale, Dans un café des bords de Loire, est créée en 1993 à la salle de l'Institut, à Orléans.
Sa production comprend de la musique instrumentale et vocale pour des chœurs, des comédies musicales, une soixantaine d'opéras pour enfants — certains créés et enregistrés par la Maîtrise de Radio France.
Professeur au Conservatoire à rayonnement départemental d'Orléans, Julien Joubert est aussi directeur musical de l'association La Musique de Léonie, structure qui propose des stages de chœur et d’orchestre pour jeunes de tous niveaux, des concerts, une aide à la production de spectacles musicaux, ou des orchestrations sur mesure.
Nombre des productions de Julien Joubert se font en collaboration avec son frère Clément Joubert, chef d'orchestre et orchestrateur.
Féru de littérature, Julien Joubert met en musique certains textes de grands auteurs qu’il affectionne. Il crée notamment des œuvres autour des Ariettes oubliées ou des Aquarelles de Paul Verlaine, Elle pleurait (Stabat Mater), tiré du Mystère de la Charité de Jeanne d'Arc de Charles Péguy, Noëls pour Toni ou Entre deux mondes, sur des poèmes de Maurice Carême, ou encore Tombeau, sur des textes de Marguerite Yourcenar.
Il collabore régulièrement avec Gaël Lépingle (Le secret d’Eva L.) ou Éric Herbette (Le Petit Poucet) mais écrit également le texte de certaines de ses pièces (La cuisine de Josquin et Léonie ou La librairie de monsieur Jean).
Il organise des concerts (Peer Gynt, Les Belles aux Bois Dormant, Variations sur « Jesu, meine Freude » de Bach) avec son frère Clément, pour rendre la musique classique accessible à tous.

### Vie privée
Il est marié à Marie-Noëlle Maerten, cheffe de chœur. Ils ont deux enfants, Josquin (2005) et Léonard (2009).

## Commentaire
Toni Ramon (1966-2007), alors directeur de la Maîtrise de Radio France, parlait ainsi de Julien Joubert : 

« Grâce à une oreille de 360°, ce “zappeur” qu'est Julien Joubert, capable de passer de Gainsbourg à Webern, nous mène de l'énorme cliché au décryptage le plus secret, de la « sucrerie » d'un slow jusqu'à la référence wagnérienne. Et cela au service de la sensibilité et de l'intelligence. »

## Quelques dates

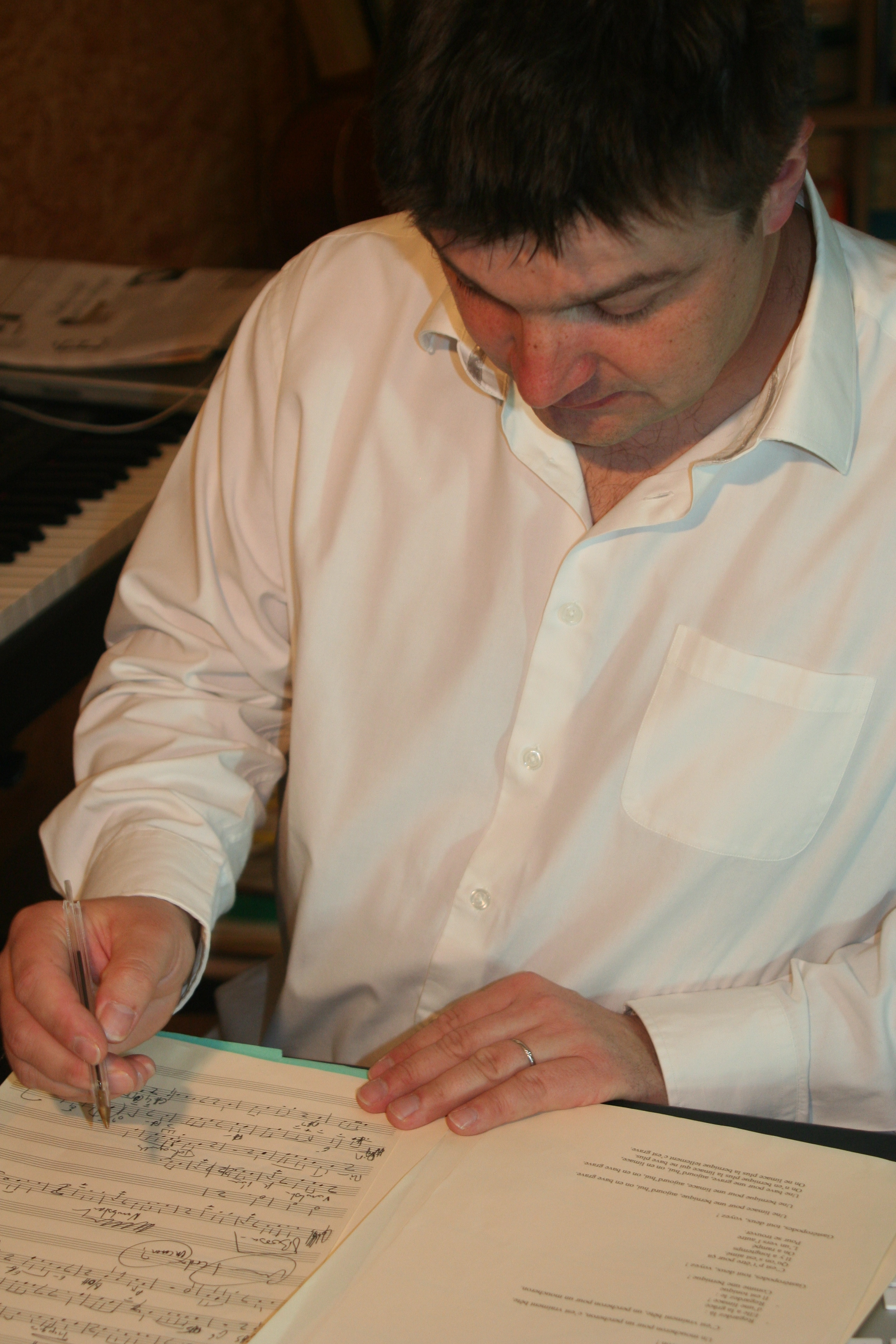
Julien Joubert à la table de composition

En 1997, il met en musique les Ariettes oubliées de Paul Verlaine, première de ses œuvres majeures autour de la grande poésie française. 
Il crée Le secret d’Eva L. à l’Opéra de Massy en 2002, comédie musicale dans laquelle Christiane Legrand joue le rôle principal, aux côtés d’un chœur d’enfants dirigé par Jean-Marie Puissant.
En septembre 2006, la Maîtrise de Radio France présente La Cuisine de Josquin et Léonie lors de la Fête de l’Humanité, sous la direction de Toni Ramon (mise en scène : Vincent Tavernier).
Dans La Librairie de monsieur Jean, créée en 2008, il réaffirme son amour des livres, et Le Lascaux de Léonard, en 2009, lui permet de mettre en valeur un extrait de À la recherche du temps perdu de Marcel Proust.
Son opéra pour enfants L'Atelier du Nouveau Monde (texte de Gaël Lépingle) est interprété en juin 2011 par la Maîtrise et l'Orchestre philharmonique de Radio France au théâtre Sylvia Monfort, à Paris.
En 2012, il crée avec Gaël Lépingle un court métrage — comédie musicale d'une douzaine de minutes intitulé Temps calme (texte de Gaël Lépingle, musique de Julien Joubert, direction des chœurs Marie-Noëlle Maerten, orchestration et direction d'orchestre Clément Joubert).
L’année 2013 voit la mise en musique d’une cinquantaine de poèmes de Jean-Luc Moreau (commande de la Chanterie de Lyon), ainsi que l’écriture des Trois Mousquetaires, (commande de l'Académie de Villecroze) sur un texte de Gaël Lépingle, d’après l'œuvre d’Alexandre Dumas. 
En 2014, Julien Joubert compose un Requiem « athée » avec Éric Herbette et la musique du film La Nuit tombée avec Gaël Lépingle.
De 2014 à 2018, il travaille, en collaboration avec le poète Jean-Luc Moreau, sur le projet autour du Minotaure qui sera réalisé en trois parties : L’enfance de Thésée ou Thésée I, Le Minotaure ou même pas peur ou Thésée II, Ariane ou le retour à Athènes ou Thésée III.
A l'occasion de la commémoration du centenaire de la fin de la guerre 1914-1918, il compose en 2017 Le p'tit Fernand et la grande Guerre (Texte d'Eric Herbette).
Pierrot & Colombine, feuilleton musical confiné, composé puis enregistré individuellement en 2020 par les musiciens de l'Orchestre national de Lille dirigés par Alexandre Bloch et par les conteurs François Morel, Alex Vizorek et Anne-Sophie Lapix est diffusé sur les réseaux sociaux.
L'Orchestre national de Lille lui commande Le grenier de ma grand-mère!, conte musical participatif (orchestration de Clément Joubert), qui le créé en 2020 avec comme narrateur, Julien Joubert, et dirigé par Alexandre Bloch.
Julien Joubert est également l'auteur d'un « one-man-show » pédagogique et musical d'une durée d'1h15 : Tout le monde écrit des chansons qu'il présente régulièrement sur scène et notamment au théâtre Montmartre-Galabru de Paris en 2023/2024 et du 3 au 21 juillet 2024 au BA Théâtre dans le cadre du Festival Off d'Avignon.
De mars à mai 2024, la pièce de Gaël Lépingle, Colette l'indomptable que Julien Joubert met en musique, est présentée sur la scène du théâtre Montmartre-Galabru.

### Distinctions
- 2018 : prix « nouveau talent musique[15] » de la Société des auteurs et compositeurs dramatiques ; récompense[16] remise par Graciane Finzi
- 2022[17] : Prix Maurice-Yvain[18]

## Principales compositions
- 1993 : Dans un café des bords de Loire[19], texte de Gaël Lépingle, comédie musicale (Orléans).
- 1994 : La petite cuillère, opéra pour enfants (Orléans).
- 1996 : Œdipe, pour chœur et orchestre (Orléans).
- 1997 : Ariettes oubliées[20] (texte de Paul Verlaine) mélodies pour chœur et piano.
- 1998 : L'île aux cochons[21], opéra pour enfants (Orléans).
- 1999 : Histoire vraie, opéra pour enfants (Maîtrise de Radio France).
- 2000 : Un éléphant, ça trompe énormément...une girafe, moins, opéra pour enfants (festival d'opéras pour enfants de La Chapelle-Saint-Mesmin).
- 2000 : Placide, opéra pour enfants (Maîtrise de Radio France).
- 2002 : L'évasion, opéra pour enfants (Avranches).
- 2002 : Le secret d'Eva L.[22] (texte de Gaël Lépingle), comédie musicale créée avec Christiane Legrand (Opéra de Massy).
- 2002 : Rendez-vous ou le secret de la Joconde, opéra pour enfants (Orléans).
- 2002 : La maison du vieux Léon[23], opéra pour enfants (Salbris).
- 2003 : Le retour de la petite cuillère, opéra pour enfants (Opéra de Massy).
- 2003 : La Reine des Glaces (texte de Gaël Lépingle) commande de Radio France (Opéra Bastille)[24].
- 2006 : La cuisine de Josquin et Léonie[25], pour chœur et orchestre (Maîtrise de Radio France).
- 2006 : Au fil… du temps, commande de l'association Musiphiles pour les 10 ans du Moulin des Sittelles à Burlats (Tarn).
- 2006 : Un renard de roman[26] (texte de Gaël Lépingle) opéra pour enfants (Académie musicale de Villecroze).
- 2007 : Noëls pour Toni (textes de Maurice Carême) pour chœur et piano.
- 2007 : Tombeau[27] (texte de Marguerite Yourcenar) pour voix et orchestre.
- 2007 : La princesse des fleurs[28] (une aventure de Tata Poupette) opéra pour enfants (Opéra de Massy).
- 2008 : La librairie de Monsieur Jean[29] pour chœur et orchestre (département de l'Aveyron).
- 2009 : Le Lascaux de Léonard[30], pour chœur et orchestre symphonique (département de la Dordogne).
- 2010 : L'atelier du Nouveau Monde[31] (texte de Gaël Lépingle) opéra pour enfants (Académie musicale de Villecroze).
- 2010 : Un conte Breton (texte de Gaël Lépingle) d’après le conte d’Anatole Le Braz, commande de l’académie musicale de Villecroze[32].
- 2011 : Elle pleurait (Stabat Mater)[33]création à Dax avec l'ensemble Romances sans paroles[34],[35].
- 2011 : Entre deux mondes (textes de Maurice Carême) pour chœur et piano (Loiret).
- 2011 : Aquarelles[36] (texte de Paul Verlaine) pour chœur et ensemble instrumental (La Rochelle).
- 2011 : Ne compte pas[37] (texte de Bernard Friot) interprété par la Maîtrise Radio France.
- 2012 : Cache-cache[38] (texte d’Eric Herbette).
- 2013 : Le petit Poucet (texte d'Eric Herbette d'après le contre de Charles Perrault) opéra pour enfants (Colmar).
- 2013 : Rue du Faubourg Bannier chanté à la Salle Gérard Philippe par des élèves de l'école Jean Mermoz (Orléans)
- 2013 : Les trois Mousquetaires[39](texte de Gaël Lépingle d'après le chef-d'œuvre d'Alexandre Dumas) commande de l'Académie musicale de Villecroze.
- 2013 : Heureux qui comme Alice, mise en musique de Julien Joubert d'une cinquantaine de poèmes de Jean-Luc Moreau, commandée par la Chanterie de Lyon.
- 2013 : A la table d’Alma, 9 tables de multiplications à chanter.
- 2013 : Chansons pour Jeanne[40] (textes de Charles Péguy).
- 2014 : Nous n'irons pas à l'opéra[41],[42] (texte et musique de Julien Joubert), commande de l'Académie musicale de Villecroze. Version en anglais : We will not go to the opera (traduction : Joëlle Morris, Anne Etienne et Tadhg Hickey).
- 2014 : Les musiciens de Brême[43] (texte d’Eric Herbette).
- 2015 : Mlle Louise et l'aviateur allié[44] (texte de Gaël Lépingle). Version en anglais[45]: Mademoiselle Louise and the Flying Yankee (traduction : Joëlle Morris).
- 2015 : L’enfance de Thésée ou Thésée I[46] (texte de Jean-Luc Moreau)
- 2015 : Carmen en chœur (texte d’Eric Herbette)
- 2015 : Vous aviez dit Carmen ? (texte de Jean-Luc Moreau)[47]
- 2016 : On dirait que l'hiver tombe (texte de Maurice Carême)[48]
- 2016 : Le Minotaure ou Même pas peur ou Thésée II (texte de Jean-Luc Moreau)
- 2016 : Aimez-vous Bach ?[49] (texte de Gaël Lépingle), commande de l’Académie musicale de Villecroze.
- 2016 : Don Quichotte[50] (texte d’Eric Herbette), épopée chevaleresque et musicale pour chœur et piano.
- 2016 : Romain et Justine (texte de Gaël Lépingle).
- 2016 : Paul Verlaine, mon mari[51].
- 2017 : Le renard volant[52] (texte de Jean-Luc Moreau)
- 2017 : Mahdi et le cerf volant du bout du monde[53] (texte d’Eric Herbette)
- 2017 : La princesse des fleurs[54].
- 2018 : Aimez vous Bach ? (texte de Gaël Lépingle, oeuvres de Jean-Sébastien Bach[55]).
- 2018 : Au seul nom de Ronsard (textes de Pierre de Ronsard et Gaël Lépingle) commande du conservatoire de Blois[56].
- 2018 : La fille du capitaine (texte de Gaël Lépingle d’après l’œuvre d’Alexandre Sergueïevitch Pouchkine), commande de l’académie musicale de Villecroze[57].
- 2018 : Une année de 6e[58].
- 2018 : Ariane ou le retour à Athènes ou Thésée III[59] (texte de Jean-Luc Moreau).
- 2018 : Le p'tit Fernand et la grande Guerre (Texte d'Eric Herbette)[60].
- 2019 : Le livre d'Aristide (sur des poésies de Maurice Carême)[61]
- 2019 : Le retour de la petite cuillère[62].
- 2019 : Les mille tours d'Edison (texte de Gaël Lépingle), crée en avril 2019, par la Maîtrise de Radio France.
- 2019 : Le fameux Molière[63].
- 2019 : Les habits neufs de l'Empereur (texte de Fanny Rastier)[64].
- 2019 : Présentation de l'orchestre - Le Grenier de ma grand-mère !, commande de l'Orchestre national de Lille[65].
- 2019 : Jeanne, cantate relatant la vie de Jeanne d'Arc, pour soprano, choeur mixte, quintette de cuivres et orgue[66], commande de l'association Orléans Jeanne d’Arc[67].
- 2020 : Les Fables de La Fontaine (texte de Jean de La Fontaine)[68],[69].
- 2020 : opéra Le Petit Poucet avec les enfants de l'école de musique d'Amilly (Loiret).
- 2020 : L'île au trésor (texte d'Eric Herbette, d'après Stevenson)[70].
- 2020 : L'étrange cas du Docteur Jekyll (Texte d'Eric Herbette, d'après Stevenson)[71].
- 2020 : Opéra-Perrault (texte de Fanny Rastier)[72].
- 2020 : Pierrot & Colombine (pour les petits et pour les grands), feuilleton confiné d'Éric Herbette et Julien Joubert[73].
- 2021 : Les films du jeudi (texte de Gaël Lépingle), commande de ARCIS (Académie de Lyon)[74].
- 2021 : Comment je suis né (texte d'Eric Herbette) pour orchestre symphonique et narrateur, commande de la Cité de la musique - Philharmonie de Paris.
- 2021 : Même pas peur (texte d'Eric Herbette) pour orchestre symphonique et narrateur, commande de l'Orchestre national de Lille.
- 2021 : Création pour La Réunion (texte de Léa Szkaradek et Nicolas Derieux) pour chœur d'enfants, petit ensemble et trois comédiens, commande du Conservatoire à Rayonnement Régional  de la Réunion.
- 2021 : Un petit air frais (texte des enfants du concours) pour choeur d'enfants, commande de l'Ecole des loisirs.
- 2021 : Demain dès l'aube et autres poèmes (auteurs divers) pour chœur de collégiens, commande de l'Académie musicale de Villecroze.
- 2021 : Absence injustifiée (texte d'Hugo Zermati) pour chœur de collégiens et d'écoles élémentaires.
- 2022 : Les enfants du Capitaine Grant (texte de Gaël Lépingle) pour orchestre symphonique, commande de l'Ensemble vocal Septentrion.
- 2022 : Les aventures du petit Charles (texte d'Eric Herbette) pour ensemble de trombones, commande de l'Ensemble Dodécabone.
- 2022 : La Fontaine enchantée (texte de Jean de La Fontaine) pour choeur d'enfants, commande de l'Académie musicale de Villecroze.
- 2022 : Antigone (texte d'Hugo Zermati) pour orchestre symphonique et solistes, commande de l'Orchestre national de Lille.
- 2022 : Chanson transitionnelle (texte de Julien Joubert) pour jeunes enfants, commande de l'Académie musicale de Villecroze.
- 2022 : Fête de la place (texte d'Eric Herbette) pour orchestre de contrebasses, commande du Conservatoire à rayonnement départemental d'Orléans.
- 2022 : Le corbeau est en retard (texte de Gaël Lépingle) pour chœur d'enfants, commande du Conservatoire à rayonnement départemental d'Orléans.
- 2022 : Les aventures de Guignol I (texte d'Eric Herbette) pour chœur d'enfants de 6 à 8 ans.
- 2022 : A l'horizon (texte d'Hugo Zermati) pour chœur d'enfants et collégiens, commande de Radio France pour VO!X.
- 2022 : Chansons pour Gwenaëlle (texte de Jean-Luc Moreau) pour choeur d'enfants.
- 2022 : Des rêves pour Yanis (texte de Julien Joubert) pour choeur d'enfants.
- 2022 : La main verte (texte de Fanny Rastier) pour choeur d'enfants.
- 2023 : Psyché (texte d'Hugo Zermati) pour chœur de collégiens, commande de l'Académie de musique de Monaco.
- 2023 : Le marin des vignes (texte d'Eric Herbette) pour choeur et orchestre, commande de l'HIBAV Orchestre.
- 2023 : Ulysse (texte d'Hugo Zermati) pour chœur de collégiens, commande de Musique et Education 91.
- 2023 : Kyniska, la femme olympique (texte de Gaël Lépingle) pour chœur de collégiens, commande du Dispositif VOCO et du Choeur interdépartemental des Hauts-de-Seine.
- 2023 : Colette l'indomptable (texte de Gaël Lépingle), opérette pour trois comédiens, commande de la Compagnie Let it Be.
- 2023 : Dracula (texte d'Hugo Zermati) pour chœur d'enfants.
- 2023 : Le nom de l'école (texte de Gaël Lépingle) pour chœur d'enfants, commande de la ville de Saint-Jean-de-Braye.
- 2023 : Peindre (texte de Maurice Carême) pour chœur d'enfants.
- 2023 : Spleen et Idéal (texte de Charles Baudelaire).
- 2023 : La vie en strapontin (textes de Charles Baudelaire et Eric Herbette) pour choeur d'adultes.
- 2024 : La boite de Pandore (texte d'Hugo Zermati) pour orchestre symphonique, commande de l'Orchestre symphonique d'Orléans.
- 2024 : La nuit du carnaval (texte de Gaël Lépingle) pour orchestre d'harmonie et classes élémentaires, commande de Lille 3000.
- 2024 : Les aventures de Guignol II (texte d'Eric Herbette) pour chœur d'enfants de 6 à 8 ans.
- 2024 : Une toile de maître (texte de Gaël Lépingle) pour choeur et orchestre à l'école, commande de CREA-Orchestre à l'école.

## Discographie

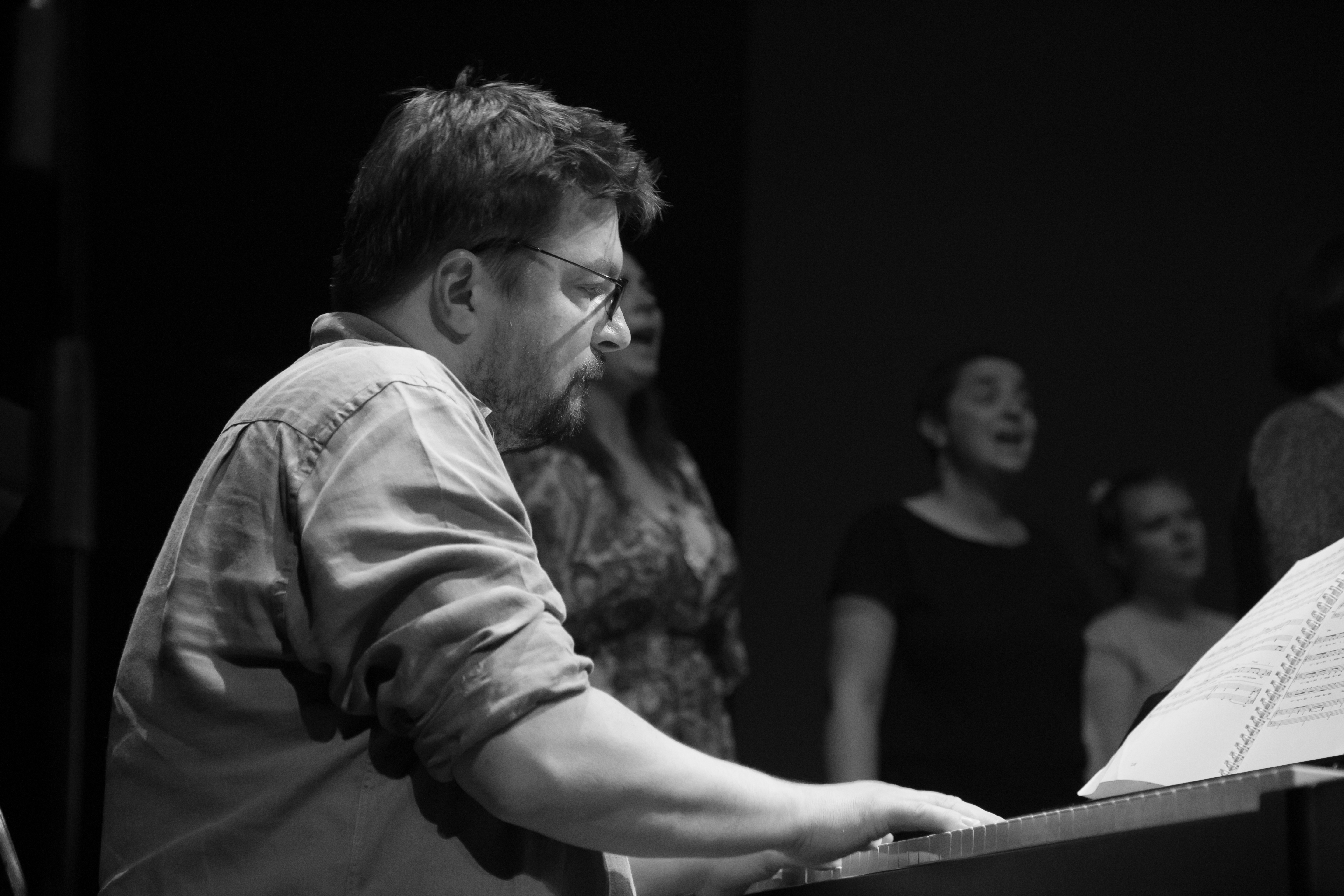
Julien Joubert en concert.

- 1997 : Œdipe et Ariettes oubliées par le chœur de chambre d'Orléans et la Maîtrise Jeunes chanteurs d'Orléans, dirigés par Toni Ramon
- 2000: Placide opéra-bouffe (livre CD) par la Maîtrise de Radio France dirigée par Toni Ramon, collection « OPERA-JEUNES », co-production Radio France/PIC
- 2006 : La Cuisine de Josquin et Léonie (livre CD) par la Maîtrise de Radio France dirigée par Toni Ramon, éditions Harmonia Mundi, Radio France 2006[75]
- 2014 : La Bonne Chanson, Variations autour de Jesu Meine Freude de JS Bach (Le ciel est par-dessus le toit)[76] par l'ensemble La Bonne Chanson dirigé par Marie-Noëlle Maerten[77].
- 2016 : Couleurs de Loire (Un conte breton et On dirait que l'hiver tombe...)[78] par le Brass Band Val de Loire et l’ensemble vocal de La musique de Léonie Romances sans parole. Direction : Jérôme Genza[79].
- 2017 : Mlle Louise et l'aviateur allié (CD et livre CD)[80] avec la Maîtrise de Léonard, dirigée par Marie-Noëlle Maerten[81].
- 2020 : Vous ne saurez jamais... (tombeau), poèmes de Marguerite Yourcenar (sur les plateformes de streaming)[82] avec les chœurs de La Musique de Léonie, dirigés par Marie-Noëlle Maerten[83].
- 2021 : Ariettes oubliées[84], poèmes de Paul Verlaine (CD, suppléments : Aquarelles[85] et Trois chansons)[86] avec l'ensemble Romances sans paroles, dirigé par Marie-Noëlle Maerten[87].
- 2022 : Cueillez votre jeunesse... Ronsard, choeurs de la Musique de Léonie, Ensemble Romance sans paroles, Marie-Noëlle Maerten, Corinne Barrère[88].
- 2024 : Jehanne[89], compilation de trois œuvres sur la vie de Jeanne d'Arc : Mistere de Jeanne[90] (Claude-Henry et Julien Joubert), Johanneta[91] (Claude-Henry Joubert) et Cantate pour Jeanne[92] (Julien Joubert), par les ensembles Variation, Romances sans paroles et La bonne chanson, directions Patrick Marié et Marie-Noëlle Maerten.

## Filmographie
- 2012 : Temps calme[93], court métrage de Gaël Lépingle, 12 min (production La Musique de Léonie)
- 2014 : La nuit tombée, court métrage de Gaël Lépingle, 29 min (co-production La Musique de Léonie et Les Films de la Villa)[94]. Ce film a été sélectionné au Festival international du film de La Rochelle, au Festival Entrevues de Belfort et au Festival Côté court de Pantin et projeté, en septembre 2015, à la Cinémathèque française[95] avec l'autre comédie musicale de Julien Joubert, Une jolie vallée.
- 2015 : Une jolie vallée d'après Les Trois Mousquetaires, moyen métrage de Gaël Lépingle, 52 min (production La Musique de Léonie)[96]

Ces trois films figurent sur le DVD Une Jolie Vallée / La Nuit Tombée produit par La Musique de Léonie en 2015.
- 2022 : Les Fables de La Fontaine (texte de Jean de La Fontaine), filmées et enregistrées par arpeggio-films (www.arpeggio-films.com)[97].
- 2022 : Un an de chansons (textes de Jean-Luc Moreau), 52 vidéos enregistrées en décembre 2022[98] par arpeggio-films (www.arpeggio-films.com)[99].
- 2023 : Mistère de Jeanne (co-écrit avec Claude-Henry Joubert), cantate en trois mouvements pour chœur mixte et violon alto, commande de l'ensemble vocal Variation, filmée et enregistrée en octobre 2023 par arpeggio-films (www.arpeggio-films.com)[100].
- 2024 : Cantate pour Jeanne, cantate pour soprano, chœur mixte, quintette de cuivres et orgue, filmée et enregistrée en janvier 2024 par arpeggio-films (www.arpeggio-films.com)[101].